# Pfarrkirche Purbach am Neusiedler See

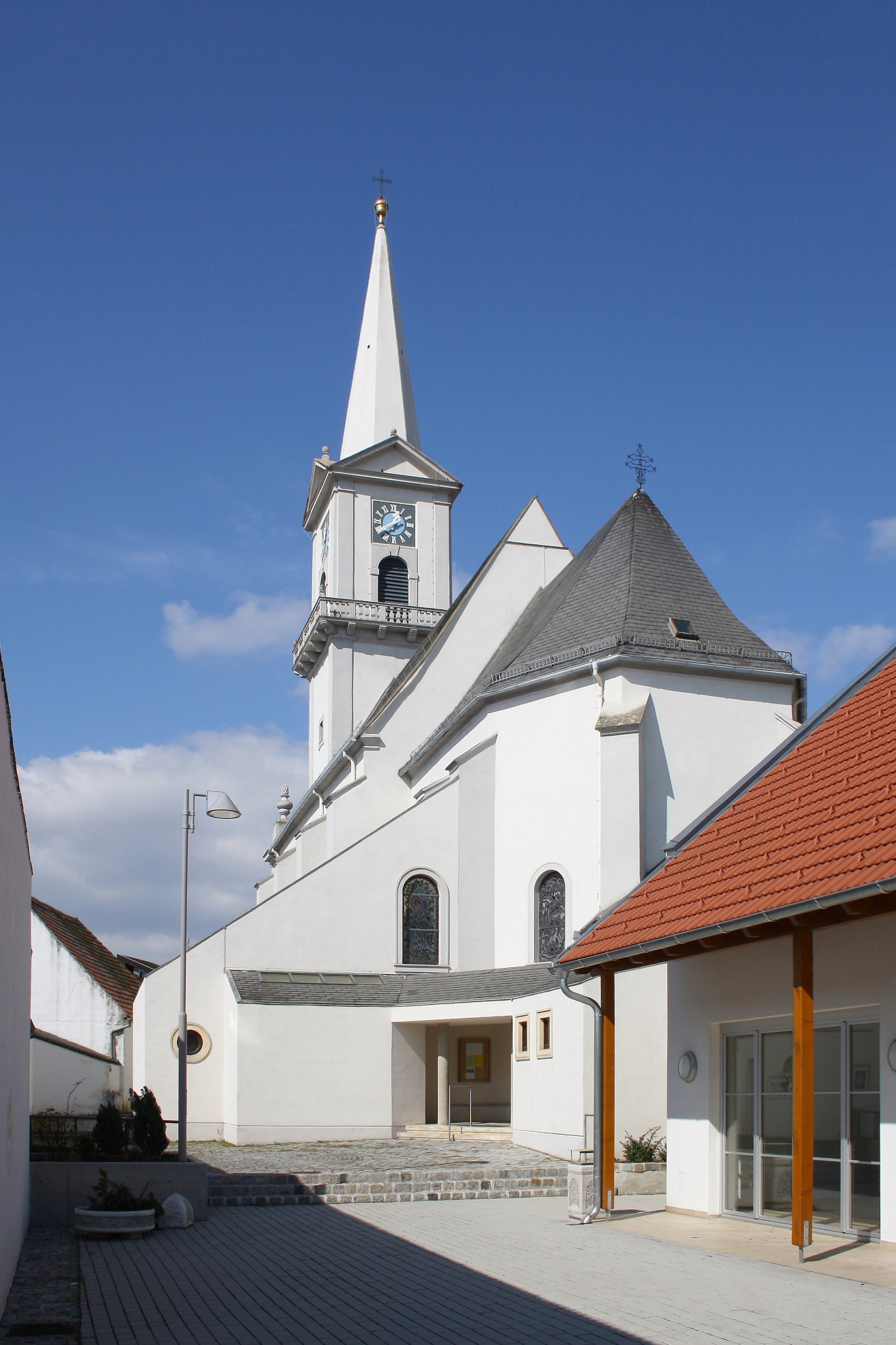
Kath. Pfarrkirche hl. Nikolaus in Purbach am Neusiedler See

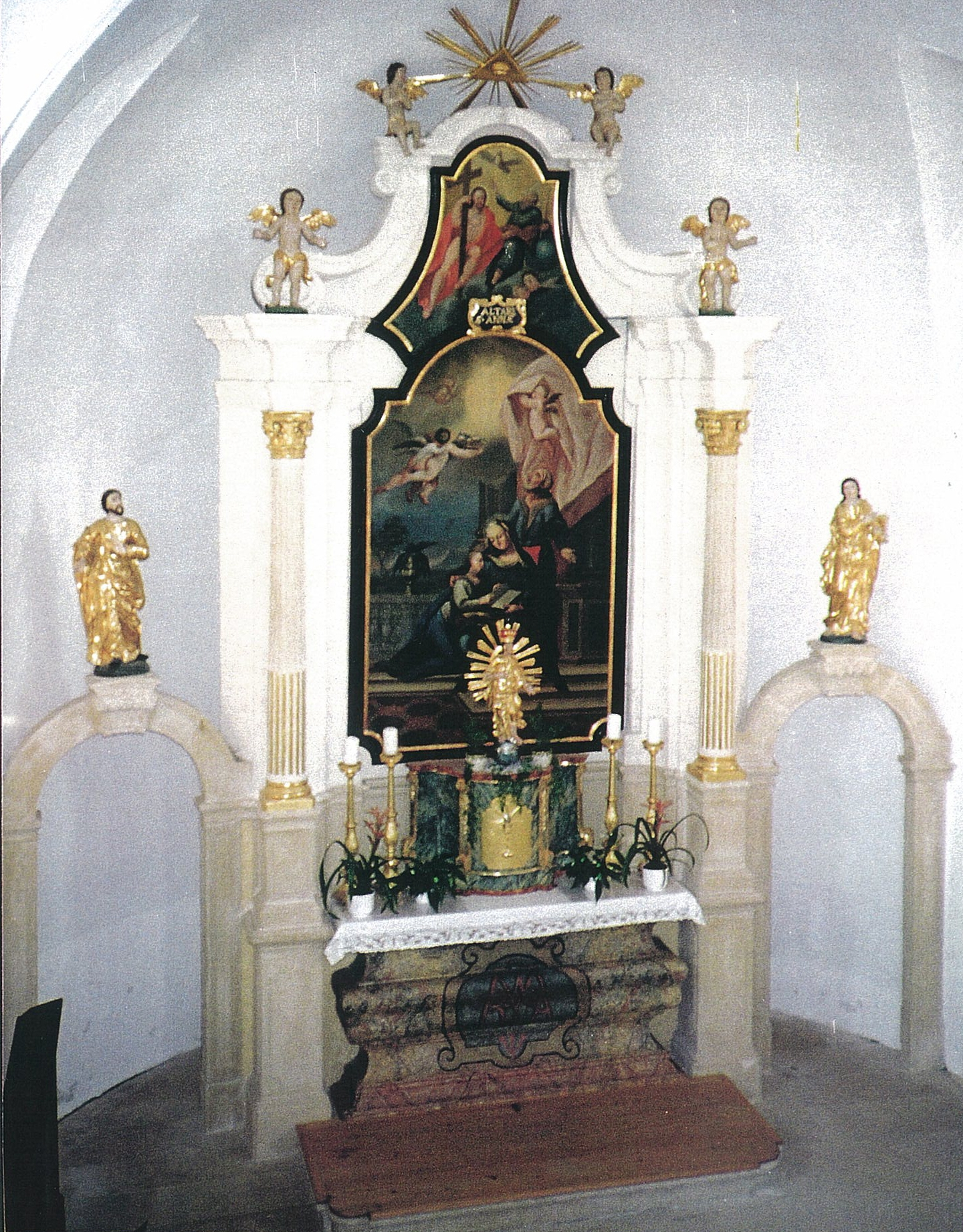
Linker Seitenaltar, wohl mit dem Bild Anna lehrt Maria das Lesen (?)

Die römisch-katholische Pfarrkirche Purbach am Neusiedler See steht in der Ortsmitte in der Stadtgemeinde Purbach am Neusiedler See im Bezirk Eisenstadt-Umgebung im Burgenland. Die dem heiligen Nikolaus von Myra geweihte Pfarrkirche gehört zum Dekanat Eisenstadt-Rust in der Diözese Eisenstadt. Die Kirche steht unter Denkmalschutz.

## Geschichte
Eine mittelalterliche Pfarre wurde 1418 urkundlich genannt und war später zeitweise evangelisch. Die mittelalterliche Kirche wurde 1641 renoviert und brannte 1674 ab. Der Kirchenneubau von 1674 bis 1677 wurde 1680 geweiht und 1683 im Türkenkrieg beschädigt. 1728 wurde der Turm errichtet. 1780 wurde die Kirche renoviert. 1870 wurde an der Apsis eine weitere Sakristei angebaut. 1947/1948 und 1973 gab es Restaurierungen.

## Architektur
Der Barockbau hat einen hohen viergeschoßigen Nordturm mit einem steinernen Spitzgiebelhelm, das oberste Geschoß hat einen Balkon mit einer Dockenbalustrade auf Konsolen. Ostseitig ist ein Choraufgang. Am Langhaus und am eingezogenen polygonal schließenden Chor sind einfach abgetreppte Strebepfeiler. Ostseitig am Chor ist ein zweigeschoßiger Sakristeianbau. An der Apsis steht eine neue Sakristei mit einer Giebelfront. Über der rundbogig geöffneten Turmvorhalle ist eine Nische mit der Steinfigur Maria Immaculata.  Das Hauptportal im Osten hat eine verkröpfte Umrahmung mit einem Giebel mit einem mit Fruchtbüscheln tragenden Sturz. Am Langhaus ist eine rundbogige Nische mit der bemerkenswerten Steinfigur hl. Nikolaus.

## Ausstattung
Die Einrichtung ist bemerkenswert. Der Hochaltar um 1780 trägt einen freistehenden klassizistischen Tabernakel mit Engeln. An der Apsiswand in der Architektur zeigen sich das Ölbild Dreifaltigkeit und der hl. Nikolaus als Helfer in der Seenot und darunter die Darstellung eines Unglücks auf dem Neusiedler See mit der Nennung Istv. Dorffmaister pinxit 1788. Auf dem segmentbogig geschlossenen Bildrahmen ist eine Engelfigur im Strahlenkranz. Die Orgel aus 1766 mit zehn Registern wurde von Johann Rath aus Sopron vormals Ödenburg gebaut.